# アリーネ
アリーネ（1981年8月29日 - ）は、日本で活動していた女性モデル、タレントである。、本名、矢野・ペレイラ・アリーネ（やの・ペレイラ・アリーネ）。

## 人物
ブラジル・サンパウロ市出身。ブラジル人の父と、日本人の母とのあいだに生まれ、15歳の時に来日した。
2000年（平成12年）、『カネボウスイムウエアイメージモデル』に選出され、芸能界デビューした。同年10月には、テレビのバラエティー番組、『ワンダフル』（TBS）における「ワンギャル」（第4期）のひとりとなった。レギュラー出演した同番組では、活発なキャラクターで頑張っていたものの、日本語が読めず、スタッフによるカンペに対して、「これ何と読むのですか？」と聞くこともあった。結局、同番組には形式上は翌年9月まで残留したが、ワンギャルから卒業はしなかった。
横浜の鶴見出身で、一時ブラジル移民をしていたアントニオ猪木の大ファンであり、猪木祭にも参加していた。また、アダルトビデオメーカーから、セクシーDVD 『キャッチ・ミー（Catch Me）』（ソフト・オン・デマンド）が発売されている。ワンギャル以降にはモデル活動などを行ったが、現在はブラジルに帰国しているとされる。

## 出演履歴

### テレビ
- 2000年　『ワンダフル』（TBS）10月 - 9月

### イメージギャル
- 2000年　カネボウスイムウエアイメージモデル
- 2002年　アサヒビールイメージモデル